# Orvilliers
 Orvilliers  es una población y comuna francesa, en la región de Isla de Francia, departamento de Yvelines, en el distrito de Mantes-la-Jolie y cantón de Houdan.

## Demografía
| 277 | 270 | 286 | 381 | 479 | 484 |
| Para los censos de 1962 a 1999 la población legal corresponde a la población sin duplicidades (Fuente: INSEE [Consultar]) |     |     |     |     |     |